# Abraham Mazel
Pour les articles homonymes, voir Mazel.
Abraham Mazel, né en 1677 à dans le hameau de Falguière dans la commune de Saint-Jean-du-Gard et mort en 1710 au Mas de Couteau près d'Uzès, est un « prophète » et combattant protestant de la guerre des Cévennes. Il est le premier des camisards, puisque c'est sous sa conduite que le premier acte de violence commis par les camisards a lieu au pont de Montvert en 1702. Il est aussi le dernier puisque, refusant la paix négociée par Jean Cavalier avec le maréchal de Villars en 1704, il poursuit la lutte armée par tous les moyens jusqu'à sa mort en 1710. 

## Biographie

### Origine
Fils de David Mazel, peigneur de laine (1648-1719) et de Jeanne Daudé (1650-1680), Abraham Mazel est né le 5 septembre 1677 à Falguières, près de Saint-Jean-du-Gard (à l'époque Saint-Jean-de-Gardonnenque).

### Le début de la guerre des Camisards
En octobre 1701, Abraham Mazel est « visité » de « l'esprit de prophétie », qui lui donne l'ordre de chasser « les grands bœufs noirs fort gras qui mangeaient les choux du jardin », les « bœufs noirs » étant les prêtres de l'église catholique,. Le foyer de départ de l'insurrection a lieu le 22 juillet 1702, à Vieljouves, un hameau situé au-dessus du Rouve (commune de Saint-André-de-Lancize), au pied de la montagne du Bougès. Ce soir-là, invité par Salomon et David Couderc, deux habitants du Rouve, un groupe se réunit autour d'Abraham Mazel, qui reçoit une nouvelle « inspiration divine » lui enjoignant de délivrer les huguenots prisonniers dans la cave du presbytère du pont de Montvert, qui sont semble-t-il soumis à diverses tortures par le curé du lieu, l'abbé du Chayla, qui a lui-même été torturé alors qu'il était missionnaire au Siam,[source insuffisante]. 
Le 24 juillet 1702, Abraham Mazel, avec Pierre Séguier, dit « Esprit Séguier », Antoine Atger dit "La Valette", et quelques autres, mène une expédition contre la cure de l'abbé du Chayla et libère les jeunes inspirés prisonniers malgré une tentative de résistance de la part des valets de l'abbé qui tirent un ou deux coups de fusil. Rattrapé dans sa fuite (il s'est cassé la jambe en sautant du premier étage), l'abbé est exécuté par les insurgés. Le meurtre de l'abbé déclenche la guerre : aux troupes royales, appelées pour arrêter les séditieux, s'opposent de petits groupes d'insurgés armés (« Camisards »), sous la direction de jeunes prophètes, Jean Cavalier (1681-1740), Pierre Laporte, dit Rolland (1675-1704) ; parcourant les Cévennes et la plaine environnante, ils brûlent des églises en chantant des psaumes. Au vu des faits et des propos tenus par Abraham Mazel lui-même, il est probable que la guerre des Camisards n'aurait pas eu lieu si les protestants emprisonnés au Pont-de-Montvert avaient été relâchés. D'abord constituée par des escarmouches dans les Hautes-Cévennes, la guerre se développera ensuite militairement, de façon plus ample mais moins emblématique, dans les Basses-Cévennes, avec Rolland et Cavalier.

### Jusqu'au bout du combat
En 1704, alors que Cavalier, après des revers militaires, négocie la paix avec le chef des troupes royales, le maréchal de Villars, d'autres, dont Abraham Mazel, décident de continuer le combat. En janvier 1705, Abraham Mazel est arrêté et a la vie sauve grâce à l'intervention du curé Vedel qu'il avait épargné en septembre 1703 à Saint-Martin de Corconac.
Le 24 juillet 1705, il s'évade de la Tour de Constance (Gard) avec 17 autres détenus en perçant le mur de la forteresse de six mètres d'épaisseur.
Ayant l'assurance d'être conduit à l'étranger, il se rend, rejoint son ami Élie Marion et va avec ses compagnons jusqu'à Genève, puis à Lausanne où il est pensionné comme officier dans le « régiment camisard ». En novembre 1705, il est impliqué dans l'affaire de la tentative de débarquement en Savoie des camisards et des partisans savoyards. Il se réfugie en Angleterre où il participe au groupe des « prophètes cévenols ». Son inspiration lui dit de repartir dans les Cévennes, ce qu'il fait.
En mars 1709 avec Daniel Guy dit « Billard » et Antoine Dupont, il passe en Vivarais et crée une troupe de jeunes gens dirigée par Jean Justet de Vals.
Le 22 juin, les camisards attaquent les régiments suisses de Courten qui se retirent sans combattre. Le 8 juillet,les Camisards sont battus à Leyrisse, près d'Alboussière. Justet, et peut-être Dupont, sont tués. Les débris de la troupe de Mazel sont dispersés à Font-Réal, près de Saint-Jean-Chambre (Ardèche). Guy Billard est tué près de Vors, Mazel parvient encore à s'enfuir. Il se réfugie dans les Cévennes, rencontre Barthélémy Claris, Pierre Corteiz et d'autres prédicants encore en activité et prépare un nouveau soulèvement armé.
Le 14 octobre 1710, il est pris et abattu au Mas de Couteau près d'Uzès. Une plaque commémore cet événement au temple d'Uzès, ancien couvent des Cordeliers acquis en 1791 par les réformés.

## Postérité: maison d'Abraham Mazel et association Abraham Mazel
Abraham Mazel est resté dans les mémoires comme une figure de proue de toutes les résistances, particulièrement en Cévennes. Sa maison natale de Falguières, à 4 kilomètres au-dessus de Saint-Jean-du-Gard, a ainsi été achetée en 1995 puis restaurée par une association constituée à cet effet, l'association Abraham Mazel, qui affiche les buts suivants :
- La gestion et l’entretien de la maison natale d’Abraham Mazel, afin d'en faire "une maison vivante des résistances",
- La préservation du site,
- L’organisation de manifestations culturelles[6]

S’appuyant sur la personnalité d'Abraham Mazel comme sur l'ensemble de l'histoire cévenole, notamment les épisodes de résistance camisarde, maquisarde pendant la guerre de 1939-1945 et contemporaine - par exemple celle qui a conduit à l’annulation, en mai 1992, de la déclaration d’utilité publique d’un barrage qui aurait défiguré la Vallée Française -, l'association entend donc proposer un lieu consacré aux résistances passées et présentes.